# Jean-Pierre Miquel
Pour les articles homonymes, voir Miquel.
Jean-Pierre Miquel, né le 22 janvier 1937 à Neuilly-sur-Seine et mort le 22 février 2003 à Vincennes, est un metteur en scène de théâtre et un acteur français.

## Biographie
Né dans une famille d'universitaires, Jean-Pierre Miquel est licencié en lettres et en droit public et diplômé de sciences politiques. De 1957 à 1963, il apprend l'art théâtral au sein du Groupe de théâtre antique de la Sorbonne avant de fonder sa propre troupe en 1964 tout en étant conférencier et conseiller.
En 1971, il est nommé directeur artistique de l'Odéon, puis il assure la direction de la Comédie de Reims de 1977 à 1983. Il est directeur du Conservatoire national supérieur d'art dramatique de 1982 à 1993, où il réalise en 1985 une grande exposition de tableaux de Dolores Puthod sur le thème de la Commedia dell'Arte en écrivant des articles publiés dans le Catalogo generale delle Opere di Dolores Puthod. Enfin, il est administrateur de la Comédie-Française de 1993 à 2001.
Pendant cette période, il met en scène outre Corneille, Molière ou Marivaux, des auteurs contemporains comme François Billetdoux, Jean-Claude Brisville, Louis Calaferte et Harold Pinter.

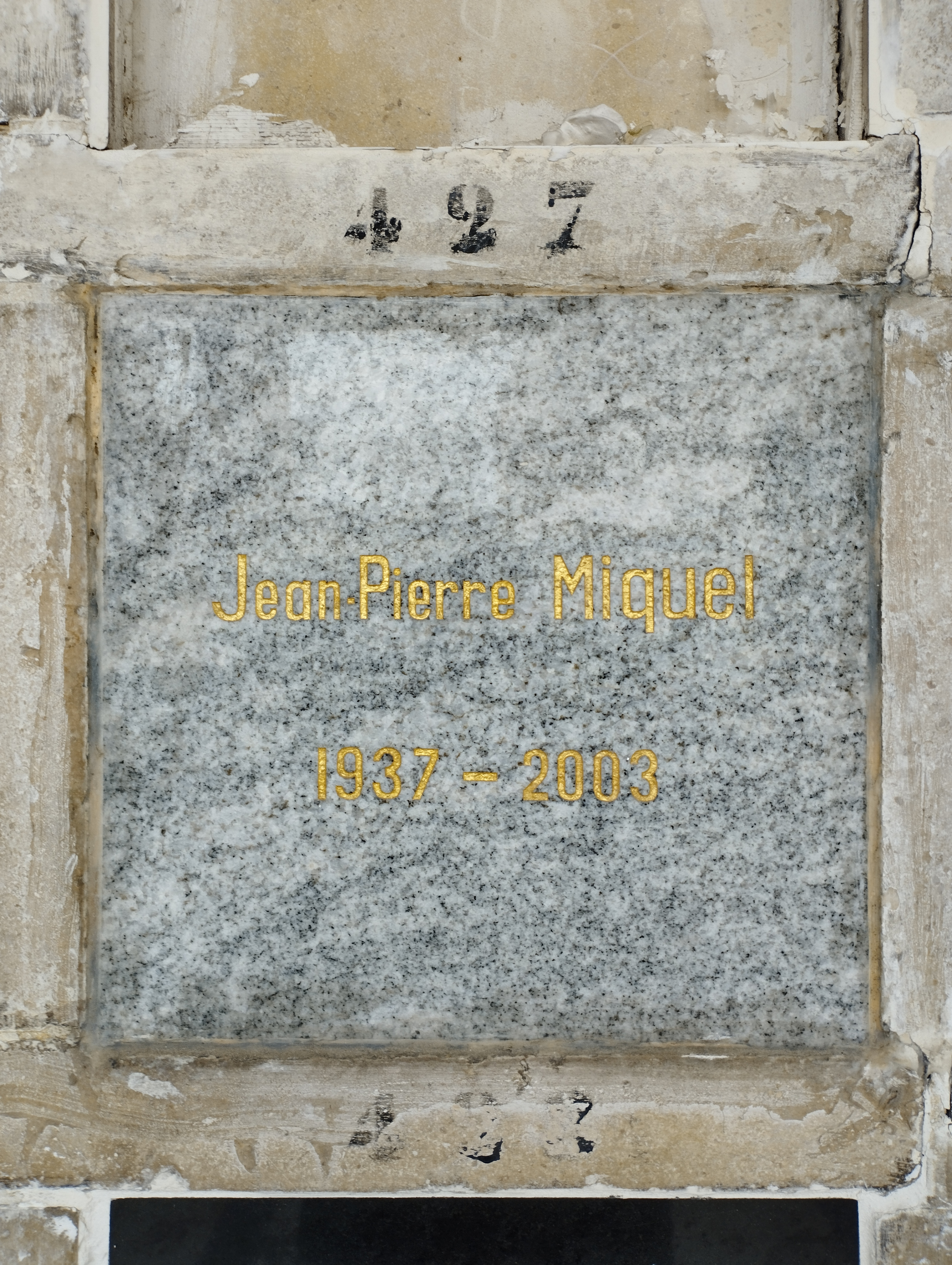
Plaque funéraire de Jean-Pierre Miquel au columbarium du cimetière du Père-Lachaise (division 87 : plaque n°427).

Il meurt des suites d'un cancer le 22 février 2003 à Vincennes, dans sa 67e année, et ses obsèques se déroulent au crématorium du Père-Lachaise le 26 février, avant d'être inhumé au columbarium (case n° 427).

## Théâtre

### Comédien
- 1965 : El Greco de Luc Vilsen, mise en scène Georges Vitaly, Théâtre du Vieux Colombier
- 1975 : Suréna de Corneille, mise en scène Jean-Pierre Miquel, Théâtre de l’Odéon
- 1980 : La Malédiction d'après Les Sept contre Thèbes d'Eschyle, Les Phéniciennes d'Euripide et Antigone de Sophocle, mise en scène Jean-Pierre Miquel, Festival d'Avignon
- 1982 : Night and Day de Tom Stoppard, mise en scène Jacques Rosner, Maison de la Culture André Malraux Reims, Nouveau théâtre de Nice

### Mises en scène
- 1964 : Suréna de Pierre Corneille, Théâtre Récamier
- 1965 : Cinna de Pierre Corneille, Théâtre Récamier
- 1965 : Oreste de Vittorio Alfieri, Arras puis Théâtre Récamier
- 1966 : Le Cid de Pierre Corneille, Théâtre Antoine
- 1967 : Horace de Pierre Corneille, Théâtre des Variétés
- 1967 : La Butte de Satory de Pierre Halet, Théâtre de Chaillot, reprise Théâtre Récamier
- 1968 : Renaud et Armide de Jean Cocteau, Amiens
- 1969 : Spectacle des auteurs contemporains 5 pièces en un acte réunissant : Pierre Halet, Guy Foissy, Rixe de Jean-Claude Grumberg, Victor Haïm, Fernando Arrabal, Maison de la Culture d'Amiens
- 1969 : L'Étoile de Séville de Félix Lope de Vega, Festival de Théâtre baroque de Montauban
- 1969 : La Malédiction (1re version), montage de textes d’Eschyle, de Sophocle, d’Euripide, Paris et province
- 1970 : Antigone de Bertolt Brecht, Amiens
- 1975 : Dom Juan de Molière avec le Jeune Théâtre National, en province
- 1980 : La Malédiction d'après Les Sept contre Thèbes d'Eschyle, Les Phéniciennes d'Euripide et Antigone de Sophocle, Festival d'Avignon
- 1981 : Les Vacances de Jean-Claude Grumberg, Centre dramatique de Reims
- 1983 : Le Roi Victor de Louis Calaferte
- 1984 : La double inconstance de Marivaux, Conservatoire national d'art dramatique et tournée aux États-Unis
- 1984 : Le Fauteuil à bascule de Jean-Claude Brisville, maison de la Culture de Loire-Atlantique Nantes
- 1985 : La Bataille de Waterloo de Louis Calaferte, Studio des Champs-Elysées
- 1985 : La Collection d'Harold Pinter, centre dramatique national de Reims
- 1988 : Les Sincères de Marivaux, Rencontres d'été de la Chartreuse de Villeneuve-lès-Avignon (élèves du Conservatoire national supérieur d'art dramatique)
- 1989 : Le Souper de Jean-Claude Brisville, Théâtre Montparnasse
- 1990 : L’Officier de la garde de Ferenc Molnár, Comédie des Champs-Élysées
- 1991 : L'Antichambre de Jean-Claude Brisville, Théâtre de l'Atelier
- 1994 : Comment va le monde, môssieu ? il tourne, môssieu ! de François Billetdoux, Théâtre national de la Colline

Théâtre national de l’Odéon
- 1972 : Le Comte Oderland de Max Frisch, troupe de la Comédie-Française
- 1972 : La Grande Muraille de Max Frisch
- 1972 : Antigone de Bertolt Brecht, troupe de la Comédie-Française
- 1973 : C’est la guerre, M. Grüber de Jacques Sternberg, troupe de la Comédie-Française
- 1973 : Chez les Titch de Louis Calaferte, troupe de la Comédie-Française, Petit-Odéon
- 1974 : La Catin aux lèvres pouces de René Clair
- 1975 : Othon de Pierre Corneille
- 1975 : Suréna de Pierre Corneille, Petit-Odéon
- 1976 : Don Juan ou l’amour de la géométrie de Max Frisch
- 1976 : Trafic de Louis Calaferte, troupe de la Comédie-Française, Petit-Odéon
- 1976 : Mo de Louis Calaferte, Petit-Odéon
- 1977 : Oncle Vania d'Anton Tchekhov
- 1981 : Tu as bien fait de venir, Paul de Louis Calaferte, Petit-Odéon
- 1982 : Hedda Gabler d'Henrik Ibsen
- 1982 : Le Fauteuil à bascule de Jean-Claude Brisville, Petit-Odéon, Studio des Champs-Elysées
- 1985 : L'Entretien de M. Descartes avec M. Pascal le jeune de Jean-Claude Brisville, Petit-Odéon, Théâtre Moderne
- 1986 : Les Justes d'Albert Camus

Comédie-Française
- 1970-1971 : Soirées littéraires : Auteurs nouveaux : Femmes parallèles de François Billetdoux et Cœur à deux de Guy Foissy
- 1971 : Horace de Pierre Corneille
- 1972 : Le Comte Oderland de Max Frisch
- 1972 : Antigone de Bertolt Brecht
- 1973 : C'est la guerre, Monsieur Gruber de Jacques Sternberg
- 1973 : Chez les Titch de Louis Calaferte
- 1976 : Trafic de Louis Calaferte
- 1978 : Britannicus de Jean Racine
- 1981 : Sertorius de Pierre Corneille
- 1983 : La Seconde Surprise de l'amour et La Colonie de Marivaux
- 1987 : C'était hier d'Harold Pinter, Théâtre du Petit-Montparnasse
- 1995 : La Double Inconstance de Marivaux, Théâtre du Vieux-Colombier
- 1996 : Les Fausses Confidences de Marivaux
- 1996 : Les Derniers Devoirs de Louis Calaferte, Théâtre du Vieux-Colombier
- 1997 : L'Alerte de Bertrand Poirot-Delpech, Théâtre du Vieux-Colombier
- 1997 : Textes de Bertolt Brecht, lecture Studio-Théâtre de la Comédie-Française
- 1998 : Euphonia d'Hector Berlioz, création musicale de Michaël Levinas, Théâtre du Vieux-Colombier
- 1998 : Paroles de théâtre de Louis Jouvet, Studio-Théâtre de la Comédie-Française
- 1998 : Le Legs de Marivaux, Studio-Théâtre de la Comédie-Française
- 2000 : Le Misanthrope de Molière, Théâtre du Vieux-Colombier
- 2001 : Textes de Louis Jouvet, lecture Studio-Théâtre de la Comédie-Française
- 2002 : Hedda Gabler d’Henrik Ibsen, Théâtre du Vieux-Colombier

## Filmographie

### Cinéma
- 1969 : Z de Costa-Gavras
- 1972 : L'Étrangleur de Paul Vecchiali
- 1975 : Section spéciale de Costa-Gavras
- 1982 : Tout feu, tout flamme de Jean-Paul Rappeneau : le ministre
- 1985 : Bras de fer de Gérard Vergez
- 1990 : Tatie Danielle d'Étienne Chatiliez
- 1990 : Lacenaire de Francis Girod
- 1992 : Max et Jérémie de Claire Devers
- 1993 : Hélas pour moi de Jean-Luc Godard
- 1998 : Terminale de Francis Girod

### Télévision
- 1984 : Raison perdue de Michel Favart
- 1989 : L'Ingénieur aimait trop les chiffres de Michel Favart
- 1995 : Les Alsaciens ou les Deux Mathilde de Michel Favart
- 1997 : Un homme digne de confiance de Philippe Monnier